# 松嶋菜菜子
松嶋菜菜子（日语：／ Matsushima Nanako，1973年10月13日—），本名松嶋奈奈子（日语：／ Matsushima Nanako，日本女演員，曾參演多部大受歡迎的電視劇，因而有「日劇女王」的美名。
所屬經紀公司是Seventh avenue。丈夫是男演員反町隆史（本名野口隆史），兩人育有兩位女兒。

## 簡歷
松嶋高一開始擔任模特兒，曾經拍攝旭化成集團的廣告和在《ViVi》雜誌擔任專用模特兒。1992年加入演藝圈，起初在電視劇擔任女配角，直至1996年參加NHK電視台晨間劇《向日葵》的試鏡會，最終脫穎而出，得到擔任女主角的機會，該劇使松嶋菜菜子的知名度大增。
1998年，與反町隆史參演的電視劇《麻辣教師GTO》成績出色，收視率達28.5%，成為1998年電視劇收視率冠軍以及一度創下日劇史上收視率排名第三的記錄。同年亦參演電影《七夜怪談》，電影票房超過10億日元。1999年，獲得日本電影金像獎最佳女主角提名；翌年，再以電影《冰天雪地》獲得日本電影金像獎最佳女主角提名。其他參演的電影有《犬神家一族》、《眉山》、《新·第六感生死戀》和《狗狗心事2》等。2018年，擔任東野圭吾小說「新參者」系列改編的電影版《當祈禱落幕時》女主角，亦獲得票房冠軍及好評。
自1998年至今，與多位日本知名一線男演員合作並擔任單獨主演及雙掛主演，人氣有增無減，進一步奠定日劇女王的地位，更以《魔女的條件》、《冰的世界》、《大和拜金女》、《利家與松》、《美女或野獸》、《急診室女醫生2》、《家政婦三田》一連串電視劇創造收視佳績並奪得六座日劇學院賞最佳女主角獎。松嶋在六次獲獎紀錄中，締造第35回和第36回蟬聯封后的紀錄，她是第一位也是目前唯一一位該紀錄保持者。其中《家政婦三田》瞬間收視率更衝破40％，成為該年熱門話題，人氣與實力兼具，成為日本影劇圈具代表性的女演員之一。
2002年NHK大河劇《利家與松》中飾演女主角阿松，成為首位在NHK大河劇和NHK晨間劇擔任主演的演員。

## 個人生活
2001年2月21日，正在事業高峰的松嶋菜菜子嫁給在1998年因合作《麻辣教師GTO》而相識交往的演員反町隆史，兩個女兒分別在2004年和2007年出生。

## 作品

### 電視劇
| 年度 | 播出時間      | 電視台 | 劇名（譯名） | 角色                       | 備註                                                                            |
| 1992 | 4月16日       | TBS    | 社長になった若大将 （社長若大將）                                                                                     | 藤木美和                   |                                                                                 |
| 1993 | 2月18日       | CX     | お願いダーリン! |                            |                                                                                 |
| 1995 | 7月10日       | CX     | ハートにS |                            | 第13回 「CM」出演                                                               |
| 1996 | 1月17日       | NHK    | ひまわり （向日葵）                                                                                                   | 南田望美                   | 首次主演，NHK晨間劇，平均收視率25.5%                                            |
| 1996 | 12月8日       | NBN    | 深夜特急`96 〜熱風アジア編〜                                                                                          | 手塚真理子                 |                                                                                 |
| 1997 | 1月17日       | TBS    | 君が人生の時 The Time of Your Life                                                                                    | 永井朋美                   | 平均收視率13.73%                                                                |
| 1997 | 3月31日       | CX     | 世界奇妙物语97'春季特别篇「管理人」                                                                                   | 聡美                       |                                                                                 |
| 1997 | 7月3日        | CX     | こんな恋のはなし （戀戀情深）                                                                                         | 藤村香織                   | 平均收視率12.14%                                                                |
| 1997 | 7月3日        | CX     | 深夜特急`97 〜西へ!ユーラシア編〜                                                                                     | 手塚真理子                 |                                                                                 |
| 1997 | 10月13日      | NTV    | 心療内科医．涼子 （心理醫生涼子）                                                                                     | 稻村沙織                   | 第八話，客串                                                                    |
| 1998 | 1月6日        | NBN    | 深夜特急`98 〜飛光よ!ヨーロッパ編〜                                                                                   | 手塚真理子                 |                                                                                 |
| 1998 | 1月15日       | TBS    | スウィート・シーズン （甜蜜的季節）                                                                                   | 藤谷真尋                   | 平均收視率12.39%                                                                |
| 1998 | 7月7日        | CX     | GTO（麻辣教師GTO） | 冬月梓                     | 平均收視率28.33%                                                                |
| 1999 | 1月5日        | CX     | 救命病棟24時（急症群英）                                                                                              | 小島楓                     | 江口洋介双主演，平均收視率20.04%                                                |
| 1999 | 1月5日        | NHK    | 加賀百万石 母と子の戦国サバイバル                                                                                     | 淀殿                       | NHK正月時代劇，平均收视率10.5%                                                  |
| 1999 | 4月8日        | TBS    | 魔女の条件（魔女的條件）                                                                                              | 廣瀨未知                   | 平均收視率21.55%                                                                |
| 1999 | 6月29日       | CX     | GTOドラマスペシャル（麻辣教師GTO 特別篇）                                                                             | 冬月梓                     | 收視率27.4%                                                                     |
| 1999 | 10月11日      | CX     | 氷の世界（冰的世界）                                                                                                  | 江木塔子                   | 富士「月9」，竹野内丰双主演，平均收視率18.89%                                   |
| 2000 | 8月28日       | TBS    | 百年の物語（百年物語） 第1夜「大正編・愛と憎しみの嵐」 第2夜「戦後編・愛は哀しみをこえて」 第3夜「現代編・Only Love」 | 戶倉彩/ 橫山純子/ 橫山千代 | 三集收視率29.2%、27.0%、32.6%                                                   |
| 2000 | 10月9日       | CX     | やまとなでしこ（大和拜金女）                                                                                          | 神野櫻子                   | 富士「月9」平均收視率26.12%                                                     |
| 2002 | 1月6日        | NHK    | 利家とまつ～加賀百万石物語～（利家與松）                                                                              | 阿松                       | NHK「大河劇」，唐泽寿明双主演，平均收視率22.08%                                 |
| 2003 | 1月9日        | CX     | 美女か野獣（美女或野獸）                                                                                              | 鷹宮真                     | 福山雅治双主演，平均收視率18.45%                                                |
| 2005 | 1月4日        | CX     | 救命病棟24時 スペシャル2005 （急症群英 2005特别篇）                                                                   | 小島楓                     | 特別篇                                                                          |
| 2005 | 1月11日       | CX     | 救命病棟24時 第3シリーズ（急症群英3）                                                                                 | 小島楓                     | 產後復出主演電視劇，江口洋介双主演，平均收視率19.10%                            |
| 2005 | 10月21日      | TBS    | 花より男子（流星花園）                                                                                                | 道明寺椿                   | 特別演出                                                                        |
| 2005 | 11月1日       | NTV    | 火垂るの墓- ほたるのはか - （螢火蟲之墓 SP）                                                                          | 澤野久子                   | 特別篇，收視率21.2%                                                             |
| 2006 | 1月5日        | TBS    | 古畑任三郎ファイナル ラスト・ダンス （紳士刑警Final 第三夜）                                                          | 加賀美京子                 | 特別篇，收視率29.6%                                                             |
| 2007 | 1月5日        | TBS    | 花より男子2〜リターンズ〜（流星花園2）                                                                                | 道明寺椿                   | 特別演出                                                                        |
| 2008 | 12月24日      | TBS    | あの戦争は何だったのか 日米開戦と東条英機                                                                             |                            | 评述人                                                                          |
| 2009 | 7月14日       | CX     | 緊急SP 救命病棟24時～救命医・小島楓～（急症群英 救命醫・小島楓）                                                      | 小島楓                     | 4集特别篇，收視率：13.1%，15.0%，12.5%，14.3%                                   |
| 2009 | 8月11日       | CX     | 救命病棟24時 第4シリーズ （急症群英4）                                                                                | 小島楓                     | 平均收視率19.13%                                                                |
| 2010 | 1月3日        | CX     | 救命病棟24時 〜2010スペシャル〜（急症群英2010特別篇）                                                                 | 小島楓                     | 特別篇，收視率12.7%                                                             |
| 2011 | 10月12日      | NTV    | 家政婦のミタ（家政婦三田）                                                                                            | 三田燈                     | 睽違2年的主演，平均收視率為25.2%，最終回40%，为1977年統計以來一般劇收視率第四高 |
| 2012 | 1月16日       | CX     | ラッキーセブン（幸運7人組）                                                                                           | 藤崎瞳子                   | 富士「月9」 平均收視率15.52%                                                    |
| 2013 | 1月13日       | CX     | ラッキーセブン スペシャル（幸運7人組 SP）                                                                             | 藤崎瞳子                   | 特別篇，收視率15.0%                                                             |
| 2013 | 7月9日        | CX     | 救命病棟24時 第5シリーズ（急症群英5）                                                                                 | 小島楓                     | 平均收視率14.55%                                                                |
| 2015 | 1月11日、12日 | CX     | オリエント急行殺人事件（東方快車謀殺案）                                                                              | 馬場舞子                   | 兩夜企劃SP，收視率：16.1%，15.9%                                                |
| 2015 | 8月1日、2日   | TBS    | レッドクロス〜女たちの赤紙〜（紅十字女護士）                                                                          | 天野希代                   | TBS 60週年兩夜企劃SP，終戰70週年特別篇，分別收視率：8.2%；10.7%                 |
| 2016 | 7月21日       | CX     | 營業部長 吉良奈津子                                                                                                   | 吉良奈津子                 | 平均收視率 7.05%                                                                |
| 2016 | 10月          | TBS    | 砂之塔〜知道太多事情的鄰居                                                                                            | 佐佐木弓子                 | 平均收視率 10.2%                                                                |
| 2017 | 4月15日       | CX     | 女人的勳章 | 大庭式子                   | 連續兩夜播出 平均收視率 7.1%                                                    |
| 2019 | 4月1日        | NHK    | 夏空 | 柴田富士子                 | NHK晨間劇                                                                       |
| 2021 | 10月14日      | CX     | SUPER RICH | 島谷聰美                   |                                                                                 |
| 2022 | 1月20日       | EX     | 隔壁的阿力 | 道尾賴子                   |                                                                                 |
| 2023 | 1月           | NHK    | 怎麼辦家康 | 於大之方                   | NHK大河劇                                                                       |
| 2023 | 4月18日       | TBS    | 獻給國王的無名指 | 新田靜                     |                                                                                 |
| 2024 | 4月1日        | CX     | GTO Revival | 冬月梓                     |                                                                                 |
| 2025 |               | NHK    | 紅豆麵包 | 柳井登美子                 | NHK晨間劇                                                                       |

註：
1. ↑  日本首播年度、時間

### 電影
| 年度 | 上映日   | 名稱（含譯名）             | 角色       | 電影公司             | 備註                           |
| 1997 | 2月15日  | 煙花戀（恋と花火と観覧車） | 野野村史華 | 松竹                 |                                |
| 1998 | 1月31日  | 七夜怪談                   | 淺川玲子   | 東寶                 |                                |
| 1998 | 1月31日  | 七夜怪談─貞子復活          | 淺川玲子   | 東寶                 |                                |
| 1999 | 1月23日  | 七夜怪談續集─貞子謎咒      | 淺川玲子   | 東寶                 | 特別演出                       |
| 2000 | 8月19日  | 暴風雪                     | 平川千晶   | 東寶                 |                                |
| 2006 | 12月16日 | 犬神家一族                 | 野野宮珠世 | 東寶                 |                                |
| 2007 | 5月12日  | 眉山（びざん）             | 河野咲子   | 東寶                 |                                |
| 2010 | 11月13日 | 新·第六感生死戀            | 星野七海   | 派拉蒙電影、松竹     | 改編自美國電影《第六感生死戀》 |
| 2011 | 1月22日  | 狗狗心事2                  | 多田野美里 | Oz Company           |                                |
| 2013 | 4月26日  | 十億追殺令                 | 白岩篤子   | 日本电视台、华纳兄弟 |                                |
| 2014 | 7月19日  | 回憶中的瑪妮               | 佐佐木賴子 | 東寶                 | 動畫配音                       |
| 2018 | 1月27日  | 當祈禱落幕時               | 淺居博美   | 東寶                 |                                |
| 2020 | 1月31日  | 全境失控（AI崩壊）         | 桐生望     | 華納兄弟             |                                |
| 2023 | 9月15日  | 勿說是推理                 |            | 東寶                 |                                |

註：
1. ↑  日本上映時間

### CM
- 2010以前 
  - 日本マクドナルド
  - 旭化成
  - 花王 NIVEA
  - NISSAN
  - 住友生命
  - 第一三共ヘルスケア
  - ロッテ
  - NTT東日本
  - JRA
  - P&G マックスファクター
  - ワールド
  - KIRIN
  - National きれいなおねえさん
  - Nikon
  - 明治製菓
  - 森永製菓
  - 任天堂
  - ホワイトバンドプロジェクト
  - KOSE 雪肌精  （页面存档备份，存于）
  - KIRIN 一番搾り
  - 任天堂 Wii Fit Plus
- 2011～2012 
  - 大正製薬 総合感冒薬『パブロン』[5]
  - サッポロ 北海道PREMIUM(SAPPORO BEER)[6]
  - 江崎固力果 「アーモンドピーク」
  - 江崎固力果 「オトナグリコ アーモンドピーク」（與妻夫木聰共演）

### 電視節目
- NHK BS Premium紀錄片節目《アナザーストーリーズ 運命の分岐點》第3代主持人（2018年11月6日起）

### MV
- 2003-05-21 槇原敬之-君の名前を呼んだ後に

### 書籍
- 2000-08 松嶋菜々子・イン・ホワイトアウト
- 2000-08 松嶋菜々子「百年の物語」写真集
- 2004-12 松嶋菜々子と行くパリの旅本

## 得獎記錄
| 年度 | 名稱                  | 獎項                   | 作品          |
| ---- | --------------------- | ---------------------- | ------------- |
| 1998 | 第2回日刊體育日劇大賞 | 助演女優賞             | GTO           |
| 1999 | ERaNTo-R              | 新人賞                 | -             |
| 1999 | 第10屆日本珠寶大賞    | 20年代最適合穿戴珠寶者 | -             |
| 1999 | 第7屆橋田賞           | 新人賞                 | -             |
| 1999 | 第23回日劇學院賞      | 主演女優賞             | 冰的世界      |
| 1999 | 第3回日刊體育日劇大賞 | 助演女優賞             | 急診室醫生    |
| 2000 | 第4回日刊體育日劇大賞 | 主演女優賞             | 大和拜金女    |
| 2000 | 第27回日劇學院賞      | 主演女優賞、服裝造型賞 | 大和拜金女    |
| 2000 | 37屆金箭賞            | 放送賞                 | -             |
| 2003 | 第35回日劇學院賞      | 主演女優賞             | 利家與松      |
| 2003 | 第36回日劇學院賞      | 主演女優賞、服裝造型賞 | 美女或野獸    |
| 2009 | 第62回日劇學院賞      | 主演女優賞             | 急診室女醫生2 |
| 2011 | 第8回日劇年度大賞     | 主演女優賞             | 家政婦女王    |
| 2012 | 第71回日劇學院賞      | 主演女優賞             | 家政婦女王    |

## 資料來源
1. ↑  . 1992. （原始内容存档于2010-07-23）.
2. ↑  . 2010  [2010-12-18]. （原始内容存档于2021-02-13）.
3. ↑  .   [2018-04-18]. （原始内容存档于2021-05-05）.
4. ↑  . （原始内容存档于2016年1月5日）.
5. ↑  . 2011-08-29  [2011-08-29]. （原始内容存档于2021-02-13）.
6. ↑  . 2012-07-11  [2012-07-04]. （原始内容存档于2012-07-09）.